# Kế thừa (lập trình hướng đối tượng)
Trong lập trình hướng đối tượng, kế thừa là việc tái sử dụng lại một số thuộc tính, phương thức đã có sẵn từ lớp cơ sở. Là một đặc điểm của ngôn ngữ dùng để biểu diễn mối quan hệ đặc biệt hóa – tổng quát hóa giữa các lớp. Khái niệm kế thừa được phát minh năm 1967 cho ngôn ngữ Simula.

## Phân loại
Gồm có đơn kế thừa và đa kế thừa

## Lớp con và lớp cha
Các lớp mới, gọi là lớp con hay lớp dẫn xuất, thừa hưởng các thuộc tính và hành vi của các lớp nguồn gốc, được gọi là các lớp cha hay lớp cơ sở. Mục đích của việc này là để tái sử dụng mã chương trình có sẵn mà không phải sửa đổi hoặc chỉ phải sửa ít.